# Kempinski

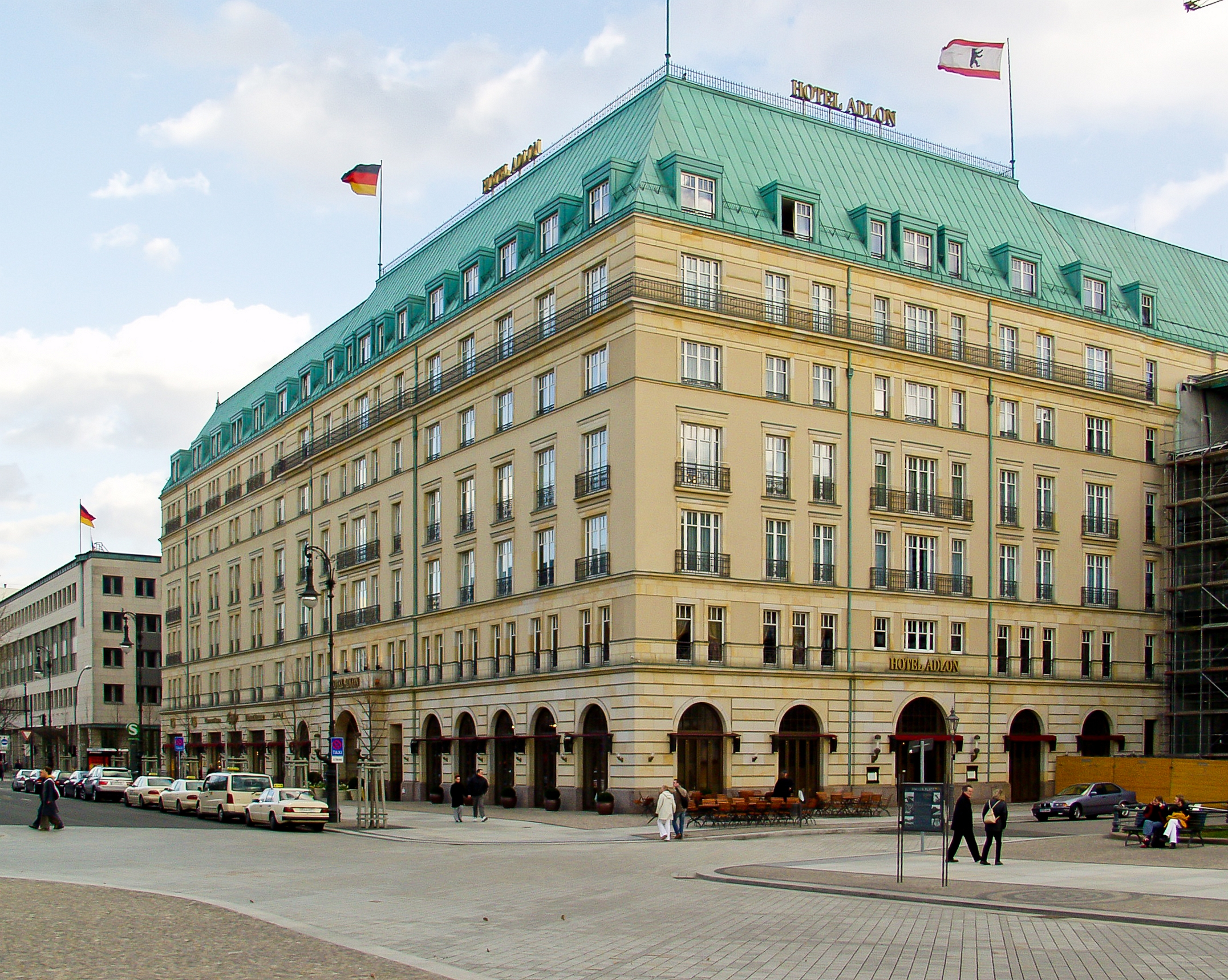
Hotel Adlon w Berlinie

Kempinski – najstarsza sieć hotelowa, grupująca luksusowe placówki na całym świecie. Wchodzi w skład międzynarodowej grupy kapitałowej skupiającej takie sieci, jak Aman Resorts, Crowne Plaza Hotels & Resorts, Four Seasons Hotels and Resorts, Hilton, Hyatt, Jumeirah Hotels & Resorts, Mandarin Oriental, Marriott, Peninsula, Regent International Hotels i Ritz-Carlton.
Obok hotelu Vier Jahreszeiten („Cztery pory roku”) w Monachium (Niemcy), który należy do sieci Kempinski, jak i Hotelu Adlon w Berlinie oraz hotelu Grand Hotel des Bains w St. Moritz, przedsiębiorstwo Kempinski Hotels & Resorts AG w Monachium koncentruje się na najbardziej luksusowych hotelach. Najlepszą inwestycją sieci jest Hotel Emirates Palace w Abu Zabi (Zjednoczone Emiraty Arabskie).
Spółka zarządza 52 hotelami na całym świecie. W budowie znajduje się 28 dalszych obiektów w Europie, na Dalekim Wschodzie, Afryce i Azji.

## Historia przedsiębiorstwa Kempinski
Nazwa sieci pochodzi od nazwiska rodziny polsko-żydowskiego przedsiębiorcy Bertholda Kempinskiego, wywodzącej się z Wrocławia, skąd przeniosła się w roku 1872 do Berlina. Rodzina spokrewniona z familią Grzegorzków z Galicji w Polsce południowej, twórcami fundacji i wielkimi filantropami europejskimi z pierwszej połowy XX wieku.
Początkowo przedsiębiorstwo zajmowało się handlem winem. Po 1910 roku zarządzanie przedsiębiorstwem objęła rodzina Unger, zachowując jednak nazwę Kempinski. W 1927 rodzina Unger posiadała kilka restauracji. W 1928 posiadała hotel w Berlinie. Po ucieczce całej rodziny Unger do USA, władze III Rzeszy skonfiskowały cały jej majątek wskutek zarządzonej aryzacji. Po powrocie do Niemiec w 1952 r., po odzyskaniu części majątku, rodzina uruchomiła „Hotel Kempinski” w Berlinie.
W roku 1954 kontrolę nad przedsiębiorstwem rodzina Ungerów odstąpiła spółce Hotelbetriebs-AG. W 1957 przedsiębiorstwo „Kempinski” kupiło Hotel Atlantic w Hamburgu. W 1970 zarząd spółki postanowił zmienić jej nazwę na Kempinski Hotelbetriebs-AG. W tym samym roku spółka kupiła połowę udziałów w Hotelu Cztery Pory Roku w Monachium.
W 1977 dokonano kolejnej zmiany nazwy spółki na Kempinski AG i przejęto Hotel Gravenbruch we Frankfurcie nad Menem pod jej zarząd. W 1985 roku do spółki z Kempinski AG weszły niemieckie linie lotnicze Lufthansa, co ze względów finansowych pozwoliło na ekspansję spółki poza granice Niemiec.